# Aricia chapmani
Aricia chapmani är en fjärilsart som beskrevs av Ribbe 1910. Aricia chapmani ingår i släktet Aricia och familjen juvelvingar. Inga underarter finns listade i Catalogue of Life.